# Kißlegg
Kißlegg est une commune de Bade-Wurtemberg (Allemagne), située dans l'arrondissement de Ravensbourg, dans la région Bodensee-Oberschwaben, dans le district de Tübingen, sur la Route Baroque de Haute-Souabe.

## Économie
À Kißlegg se trouve la brasserie Edelweißbrauerei Oskar Farny.

## Galerie

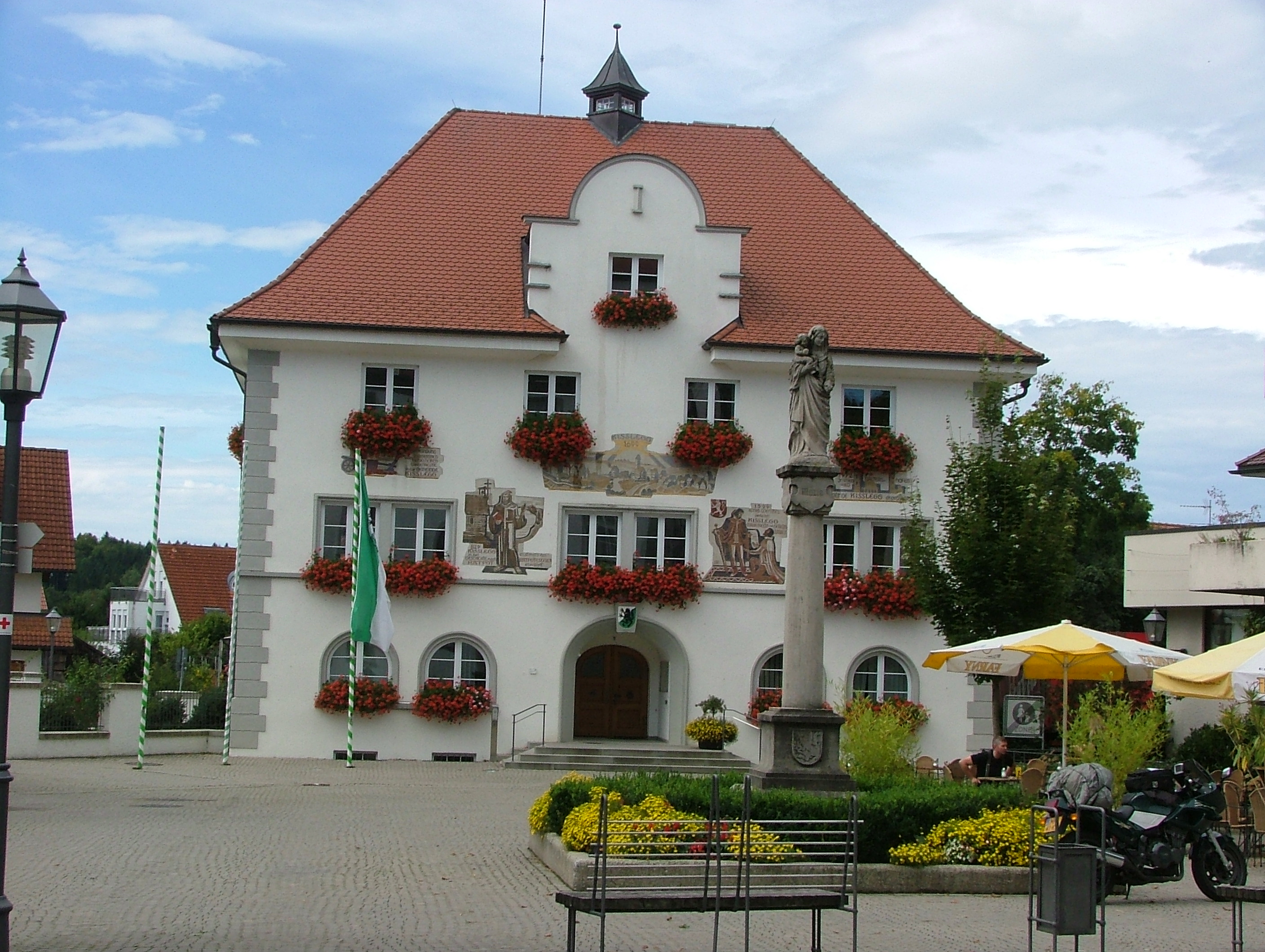
L'hôtel de ville, avec des sgraffites réalisées par Toni Schönecker

## Jumelages
- Le Pouliguen (France) depuis 1978
- Fontanellato (Italie) depuis 1991